# Rentenmark
El Rentenmark (En español: "Marco Seguro") (RM) fue la moneda emitida por el gobierno de la República de Weimar el 15 de noviembre de 1923 para parar la hiperinflación alemana de 1922 y 1923. Fue subdividido en 100 Rentenpfennig.

## Historia
El Rentenmark sustituyó al antiguo Papiermark, el papel moneda utilizado por los gobiernos alemanes desde el inicio de la Gran Guerra y que no estaba respaldado por oro. Debido a la crisis económica en Alemania, después de la Primera Guerra Mundial el gobierno de la República de Weimar carecía de reservas de oro disponible para revalorar la moneda. Por lo tanto, el Banco Central o Deustche Reischsbank emitía billetes carentes de respaldo, y que por lo tanto perdían valor con inusitada rapidez, causando una hiperinflación que perjudicaba gravemente la economía nacional.
La grave situación, con un vertiginoso aumento de precios, motivó que el nuevo presidente del Banco Central, el economista Hjalmar Schacht, propusiera la emisión del Rentenmark, basado en una serie de hipotecas impuestas por el gobierno alemán sobre la tierra y mercancías industriales por un valor de 3.200 millones de Rentenmark para respaldar la nueva moneda. 
El Rentenmark fue introducido al mercado el 15 de octubre de 1923, en el periodo más severo de la hiperinflación, con una equivalencia de 1 Rentenmark por 1.000.000.000.000 (un billón) de Papiermark, estableciendo una tasa de cambio de 1 dólar de Estados Unidos por 4,2 Rentenmark.
El Rentenmark fue concebido solamente como una moneda "intermedia" que mantuviese la continuidad del antiguo marco alemán mediante una conversión donde la moneda no tuviera respaldo en oro, sino en productos de la economía nacional, y no se había proyectado para tener curso legal. Sin embargo, la nueva moneda fue aceptada por la población y con eficacia frenó la hiperinflación, al cesar la emisión de billetes sin respaldo. 
Tras un periodo de transición donde el Rentenmark desempeñó el papel de moneda oficial, el Reichsmark se convirtió en la nueva moneda única de curso legal en Alemania desde el 30 de agosto de 1924, con igual valor al Rentenmark. Pese a este cambio, en la práctica los billetes del Rentenmark siguieron siendo emitidos por el Deutsche Reichsbank y aceptados como moneda durante largos años, y tuvieron curso legal en Alemania hasta 1948.

## Monedas
Las monedas que fueron acuñadas están fechadas en los años 1923, 1924 y 1925 en denominaciones de 1, 2, 5, 10 y 50 Rentenpfennig. Solamente una pequeña cantidad de monedas de Rentenpfennig fueron producidas en 1925. Algunas monedas de 1 Rentenpfennig fueron acuñadas en 1929. Monedas de 1 y 2 Rentenpfennig eran de Bronce, las monedas de 5, 10 y 50 Rentenpfennig Eran de Bronce de Aluminio.

## Billetes
La primera serie de billetes fue fechada el 15 de octubre de 1923, y tenía las denominaciones de 1, 2, 5, 10, 50, 100, 500 y 1000 Rentenmark. Las últimas emisiones fueron: 10 y 50 Rentenmark (1925), 5 Rentenmark (1926), 50 Rentenmark (1934), 1 y 2 Rentenmark fechado en 1937.